# Neolamprologus splendens
Neolamprologus splendens là một loài cá thuộc họ Cichlidae. Nó là loài đặc hữu của hồ Tanganyika nơi nó được tìm thấy ở bờ biển của Cộng hòa Dân chủ Congo.